# Michel Bibard
Michel Bibard, född den 30 november 1958 i Amboise, Frankrike, är en fransk fotbollsspelare som tog OS-guld i fotbollsturneringen vid de olympiska sommarspelen 1984 i Los Angeles.